# Pierre Zakrzewski
Pierre Zakrzewski (16. srpna 1966, Horenka v Paříži – 14. března 2022) byl irský fotoreportér a kameraman, který zemřel během ruské invaze na Ukrajinu.

## Životopis
Pierre Zakrzewski se narodil v Paříži v roce 1966 jako druhé nejstarší ze šesti dětí francouzské matky Marie-Ange Zakrzewské a polského otce. Rodina žila v Leopardstown v Irsku. Vystudoval Saint Conleth's College v Donnybrooku a studoval na University College Dublin. Zdolal nejvyšší horu na Zemi Mount Everest. Působil jako fotoreportér dokumentující vojenské konflikty v Asii, na Středním východě a v Africe. Osobně se podílel na organizaci odchodu Afghánců, spolupracovníků Fox News a jejich rodin, zatímco američtí vojáci opustili Afghánistán v roce 2021. Proto v prosinci 2021 během výročních cen Spotlight Awards pro zaměstnance Fox News Media obdržel cenu „Unsung Hero“. Byl ženatý s bývalou novinářkou BBC Michellou Zakrzewski. Pár žil v Londýně. Zemřel jako kameraman Fox News spolu s ukrajinskou novinářkou Oleksandrou Kuvšynovovou, v autě, na které stříleli Rusové v obci Horenka u Kyjeva dne 14. března 2022.